# Großblättrige Wucherblume
Die Großblättrige Wucherblume (Tanacetum macrophyllum), auch Großblättrige Straußmargerite genannt, ist eine Pflanzenart aus der Gattung Tanacetum innerhalb der Familie der Korbblütler (Asteraceae). Sie wird in den gemäßigten Gebieten in Parks und Gärten als Zierpflanze verwendet.

## Beschreibung

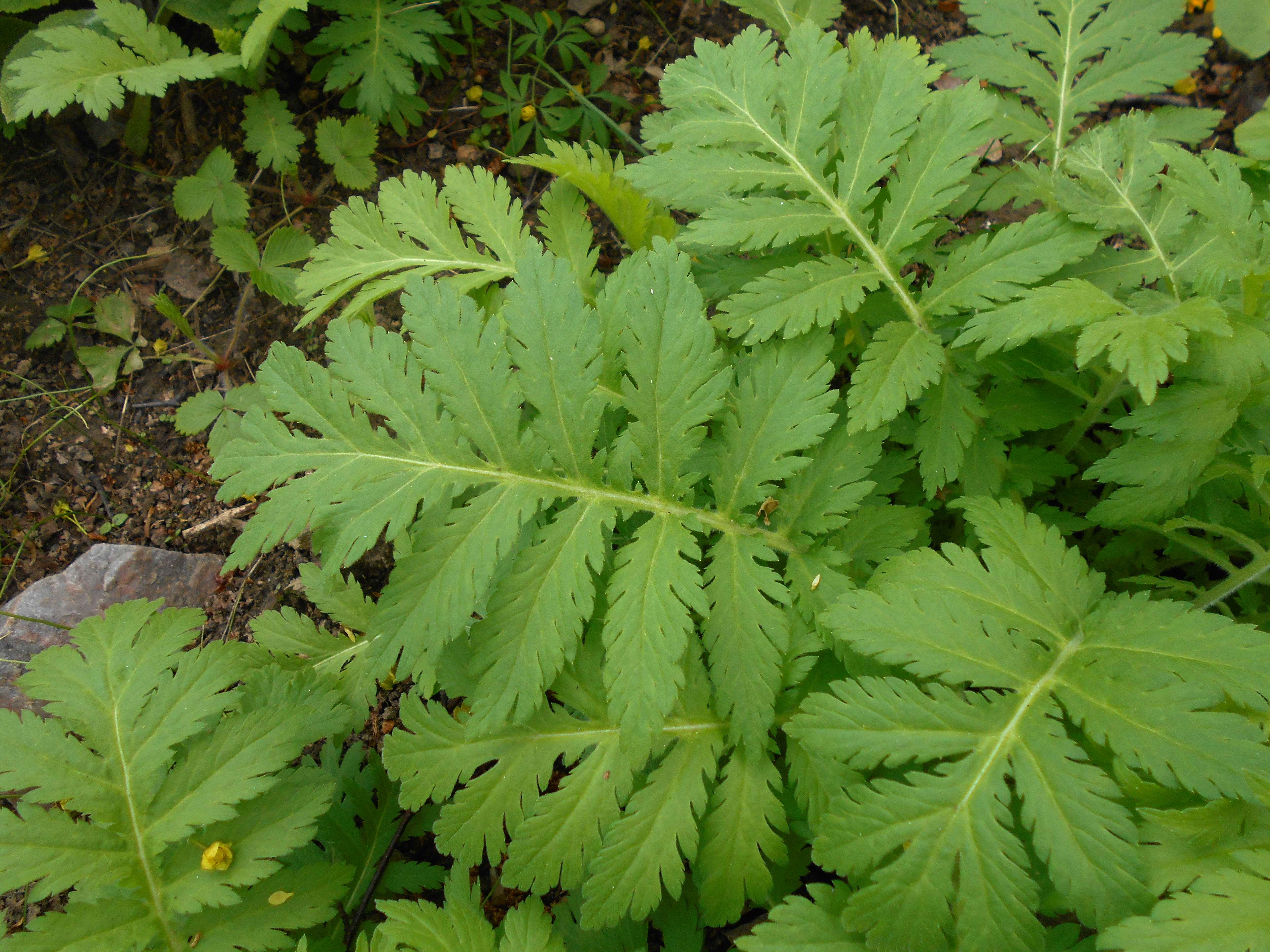
Laubblätter

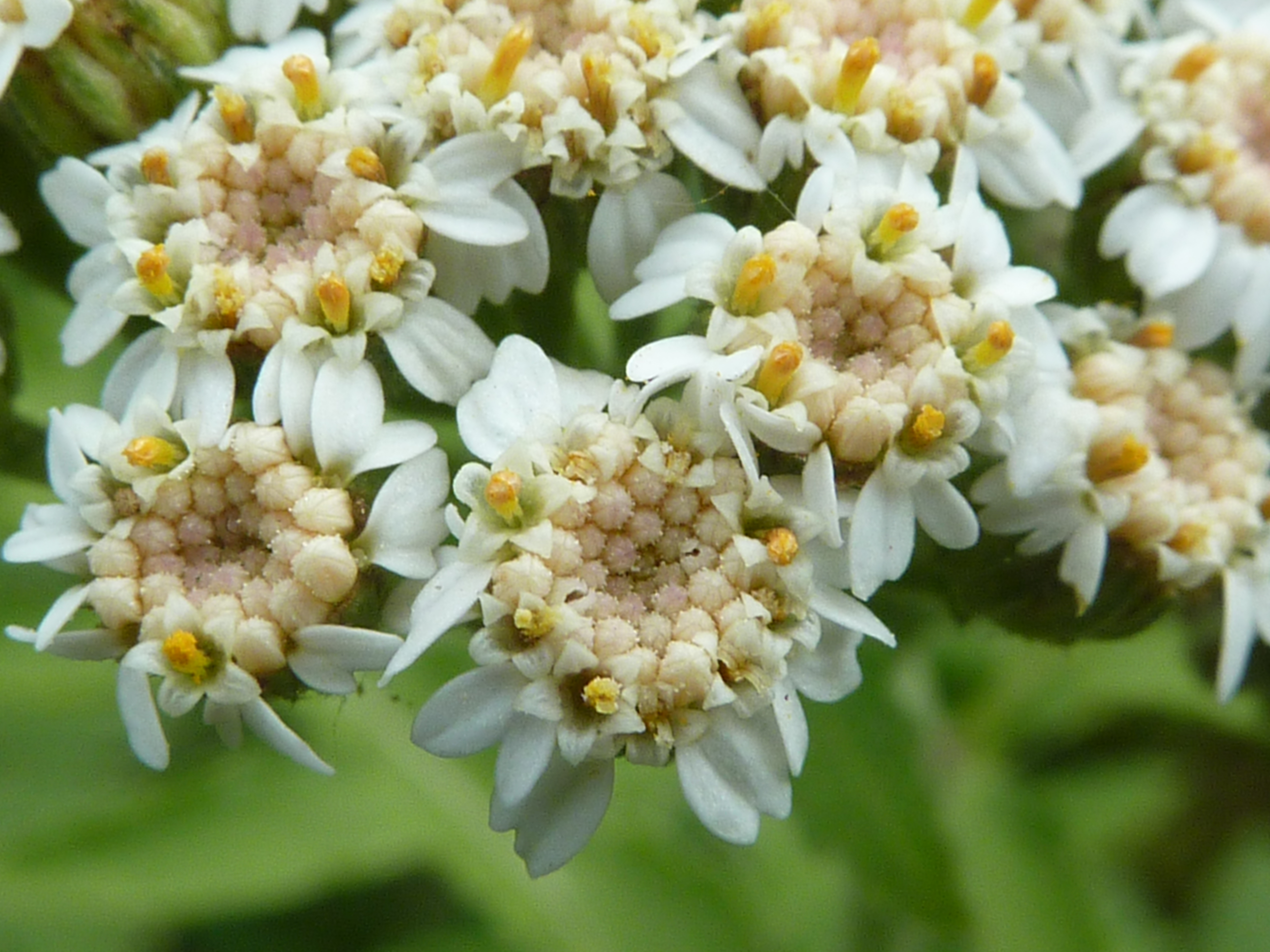
Einzelne Blütenköpfchen aus der Nähe

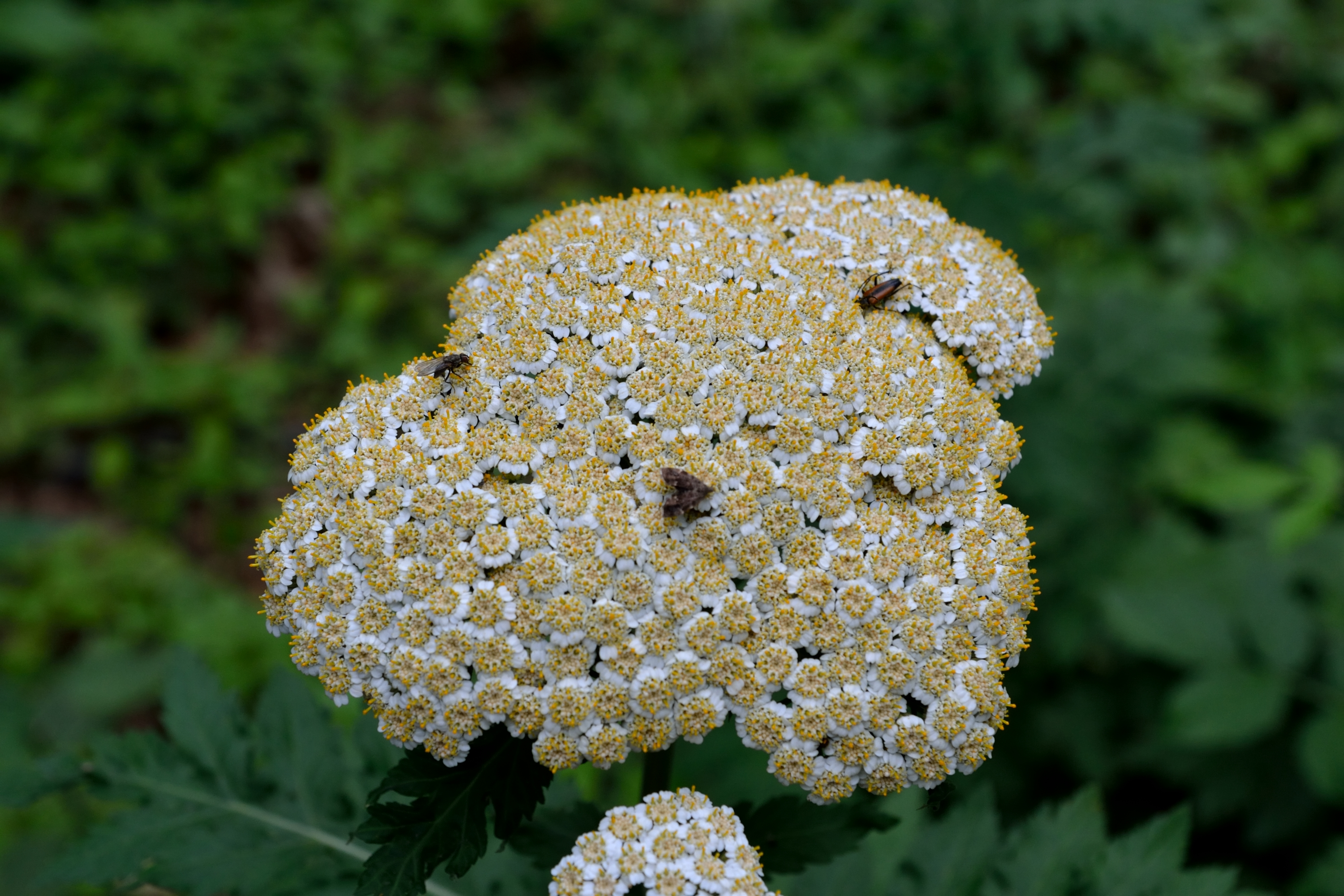
Blütenstand mit Fliege, Bockkäfer und Spreizflügelfalter

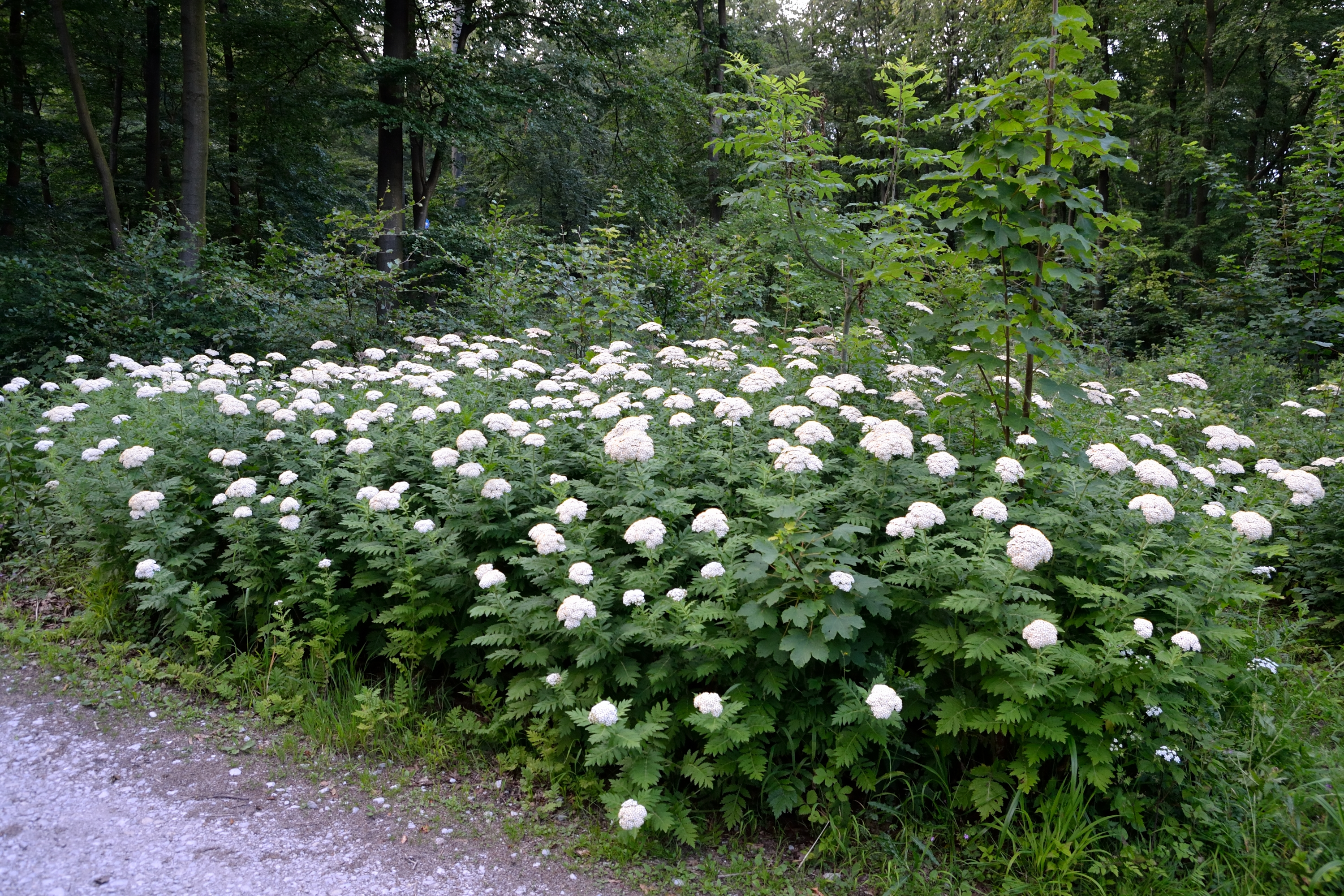
Neophytisches Vorkommen im Teutoburger Wald

### Vegetative Merkmale
Die Großblättrige Wucherblume ist eine ausdauernde, teilweise immergrüne, rosettenlose krautige Pflanze, die eine Wuchshöhe von 60 bis 150 Zentimeter erreicht. Die aufrechten, höchstens oben verzweigten Stängel sind dicht kurzbehaart und auf der gesamten Länge reich beblättert. Die Laubblätter sind etwa 20 Zentimeter lang, im Umriss elliptisch, fiederteilig oder fiederspaltig, mit mindestens fünf bis sechs einfach bis doppelt gezähnten Abschnittpaaren. Die Blattunterseite ist drüsig behaart.

### Generative Merkmale
Die Blütezeit reicht von Juni bis Juli. Im schirmrispigen Gesamtblütenstand sind dicht vierzig bis hundert großen Blütenkörbchen angeordnet. Die 4 bis 7 Millimeter große Hülle besteht aus mehr oder weniger schwarzrandigen, gefransten Hüllblättern. Jedes Blütenkörbchen hat einen Durchmesser 6 bis 8 Millimetern und enthält fünf bis sechs weiße, 1 bis 3 Millimeter lange Zungenblüten, die oft breiter als lang und kürzer als die Hülle sind. Die bräunlich-weißen Röhrenblüten umgeben den gelben Griffel, der in zwei Narben endet.
Die Achänen sind gerippt und haben ein Krönchen als Pappus.
Die Pflanze erinnert eher an eine üppige Schafgarbe als an die näher verwandten mageritenähnlichen Wucherblumen (beispielsweise die Straußblütige Wucherblume). Sie wird häufig mit der Großblättrigen Schafgarbe verwechselt. Im Vergleich besitzt die Großblättrige Wucherblume aber kürzere Zungenblüten und weit mehr Blütenköpfchen pro Schirmrispe. Zudem sind im Gegensatz zur Großblättrigen Schafgarbe zwischen den Röhrenblüten keine Spreublätter sichtbar.

### Chromosomensatz
Die Chromosomenzahl beträgt 2n = 18.

## Ökologie
Die Blüten der Wucherblume bieten leicht zugänglichen Nektar, so dass die Bestäubung durch verschiedene Insektenarten, beispielsweise Fliegen, Schmetterlinge und Käfer, erfolgen kann. Die Früchte werden durch Wind (Anemochorie) und durch Tiere verbreitet, an deren Fell die Samen haften (Epichorie) oder von denen die Samen mit dem Mund aufgenommen und später fallengelassen werden (Stomatochorie).

## Vorkommen
Die Großblättrige Wucherblume ist in den Bergwäldern der nordwestlichen Balkanhalbinsel, in den Karpaten und südlich bis Makedonien, im nordöstlichen Kleinasien und im Kaukasusraum verbreitet. In West- und Mitteleuropa ist die Pflanze nach 1783 aus Gartenkulturen verwildert und gilt als neophytisch eingebürgert. Sie besiedelt Hochstaudenfluren an Wegen, Wald- und Gebüschrändern auf mäßig trockenen bis frischen, humosen Lehmböden. In Mitteleuropa bevorzugt sie nährstoffreiche Staudenfluren und ausdauernde Ruderalgesellschaften der pflanzensoziologischen Klasse Artemisietea vulgaris zusammen mit dem Gewöhnlichen Beifuß.

## Systematik
Die Erstveröffentlichung von Tanacetum macrophyllum erfolgte 1844 durch Carl Heinrich Schultz in Ueber die Tanaceteen mit besonderer Berücksichtigung der deutschen Arten, Neustadt an der Haardt, S. 53, durch Überführung von Chrysanthemum macrophyllum Waldst. & Kit. in die Gattung Tanacetum. Der artspezifische Namensteil macrophyllum bedeutet „großblättrig“. Weitere Synonyme für Tanacetum macrophyllum sind Gymnocline macrophylla (Waldst. & Kit.) Bluff & Fingerh., Matricaria macrophylla (Waldst. & Kit.) Poir. und Pyrethrum macrophyllum (Waldst. & Kit.) Willd.

## Verwendung
Die Großblättrige Wucherblume wird insbesondere in naturnahen Gärten und Parks als Zierpflanze verwendet. Die Großblättrige Wucherblume hat einen ausgesprochenen Wildpflanzencharakter und eignet sich insbesondere zur Vorpflanzung vor größeren Gehölzen an warmen, sonnigen bis halbschattigen, trockenen Stellen. Die Großblättrige Wucherblume ist anspruchslos, verträgt jeden Boden und auch sommerliche Trockenphasen, in denen allerdings das Laub unansehnlich werden kann. Günstig sind Standorte ohne pralle Mittagssonne. Die Pflanze gilt als winterhart bis −23 °C (Zone 6).